# Youssef Dawood
Youssef Dawood (arabisch يوسف داوود, DMG Yūsuf Dāwūd; * 10. März 1933 in Alexandria als Youssef Gergis Salib; † 24. Juni 2012 in Nasr City, Kairo) war ein ägyptischer Theater- und Filmschauspieler sowie Synchronsprecher. Er wirkte in über 260 Fernseh- oder Filmproduktionen mit.

## Leben
Dawood wurde am 10. März 1933 (nach anderen Angaben 1938) in Alexandria geboren. 1960 machte er seinen Abschluss am College of Engineering Department of Electricity der Universität Alexandria und arbeitete anschließend für mehrere Jahre als Ingenieur. Später in den 1980er Jahren wandte er sich dann aber dem Schauspiel zu. Neben nationalen Produktionen war er in unregelmäßigen Abständen auch in internationalen Produktionen als Schauspieler zu sehen. So übernahm er 1997 im Fernsehfilm Jäger der verborgenen Schatzkammer die Rolle des Dr. Gamael. Nationale Bekanntheit erlangte er auch durch die Darstellung eines Charakters in der Fernsehserie Yawmeat Wanees, die er von 1994 bis 2010 in insgesamt 76 Episoden verkörperte. 
Dawood verstarb am 24. Juni 2012 in Nasr City, einem Stadtteil von Kairo. Er war verheiratet und Vater von zwei Kindern. Er gehörte den Kopten an.

## Filmografie (Auswahl)
- 1985: Malaf Fel Adab
- 1985: Zoj taht al-talab
- 1986: Karakon fe al-sharea
- 1986: Salam Ya Sahby
- 1987: Al-nemr wa al-ontha
- 1987: Al Sadah Al Rejal
- 1987: El Beih El Bawwab
- 1988: Raafat Al Haggan (Fernsehserie, 3 Episoden)
- 1988: El Tahaddi
- 1988: Batal min warak
- 1989: El Zalem Wel Mazloom
- 1989: Saidaty Anesaty
- 1990: Almulk Lil Allah
- 1990: Hanafy al-obaha
- 1990: Kaboria
- 1990: El-Zol
- 1990: Al Shaytana alty Ahbatny
- 1992: Al-irhab wal kabab
- 1992: Khally Balak Men Azouz
- 1993: Al Kenz
- 1994: Al-Hakika Ismoha Salem
- 1994: Zeyaret el-Sayed el-Rais
- 1994–2010: Yawmeat Wanees (Fernsehserie, 76 Episoden)
- 1995: Hikayat majnuna (Fernsehserie)
- 1995: Bakhit wa Adeela
- 1996: Saken Ossady (Fernsehserie, 3 Episoden, verschiedene Rollen)
- 1997: Jäger der verborgenen Schatzkammer (Legend of the Lost Tomb) (Fernsehfilm)
- 1997: Hallaa Hoosh
- 2001: Etfarag ya salam
- 2001: 55 esaaf
- 2002: Amir El Zalam
- 2002: Horseman Without a Horse (Fernsehserie, Episode 1x19)
- 2002: Ayna qalbi (Mini-Serie, 3 Episoden)
- 2003: Zakiyyah Zakariyya fi al-barlaman
- 2003: Alaih el-Awadh
- 2004: El basha telmiz
- 2004: Film Hindi
- 2005: Zaky Chan
- 2005: El hasa el sabaa
- 2006: Zarf Tarek
- 2006: Omaret yakobean
- 2006: Al-ghawas
- 2007: Fi shaket Masr El Gedeeda
- 2007: Morgan Ahmed Morgan
- 2007: Keda Reda
- 2008: Hassan wa Morcus
- 2008: Spirit breeze (Fernsehserie)
- 2008: 7 Sharie Al Saada (Fernsehserie)
- 2009: Bobbos
- 2009: Ibn Al Arandali (Fernsehserie)
- 2010: Assal Eswed
- 2010: The Mysterious Man by himself
- 2011: 365 Days of Happiness
- 2011: Ant Scream